# دورينورن
دورينورن (بالإنجليزية: Dürrenhorn)‏ هو أحد جبال سلسلة جبال الألب بينيني وجزء من القمة الأم جبل دوم يقع في سويسرا. يبلغ ارتفاع الجبل حوالي 4035 متر، بينما يبلغ ارتفاع نتوء الجبل 123 متر.